# Billie S. Farnum
Billie Sunday Farnum (* 11. April 1916 in Saginaw, Michigan; † 18. November 1979 in Lansing, Michigan) war ein US-amerikanischer Politiker. Zwischen 1965 und 1967 vertrat er den Bundesstaat Michigan im US-Repräsentantenhaus.

## Werdegang
Billie Farnum wuchs in der von der Landwirtschaft geprägten Gemeinde Watrousville auf. Bis 1933 besuchte er die Vassar High School. Anschließend setzte er bis 1935 seine Ausbildung an Lehreinrichtungen des Civilian Conservation Corps fort. Von 1936 bis 1952 arbeitete Farnum in Pontiac in der Automobilbranche. Dabei wurde er auch in der Gewerkschaftsbewegung tätig. Politisch wurde er Mitglied der Demokratischen Partei. In den Jahren 1952 bis 1954 gehörte er dem Stab von US-Senator Blair Moody an. Von 1955 bis 1960 arbeitete Farnum in führenden Positionen für den Secretary of State von Michigan, James M. Hare. Zwischen 1961 und 1965 war er als Auditor General Leiter der Revision in der Staatsregierung. In den Jahren 1956, 1960 und 1964 nahm Farnum als Delegierter an den jeweiligen Democratic National Conventions teil.
Bei den Kongresswahlen des Jahres 1964 wurde Farnum im 19. Wahlbezirk von Michigan in das US-Repräsentantenhaus in Washington, D.C. gewählt, wo er am 3. Januar 1965 die Nachfolge von Neil Staebler antrat. Da er im Jahr 1966 dem Republikaner Jack H. McDonald unterlag, konnte er bis zum 3. Januar 1967 nur eine Legislaturperiode im Kongress absolvieren. Diese war von den Ereignissen des Vietnamkrieges bestimmt. In den Jahren 1967 bis 1968 war Farnum stellvertretender Vorsitzender des Democratic National Committee. Von 1969 bis 1970 saß er im Bildungsausschuss der Stadt Waterford. Außerdem führte er eine eigene Beraterfirma für finanzielle und administrative Fragen. Seit 1975 war er administrativer Leiter (Secretary) des Senats von Michigan. Billie Farnum starb am 18. November 1979 in Lansing.